# Мет Дејмон
Метју Пејџ Дејмон (енгл. Matthew Paige Damon; Кембриџ, 8. октобар 1970) амерички је глумац, филмски продуцент и сценариста. Уврштен међу Форбсове најпрофитабилније звезде 2007. године, филмови у којима се појавио збирно су зарадили преко 3,88 милијарди долара на северноамеричким благајнама, што га чини једним од глумаца са највећом зарадом свих времена. Добио је многобројне награде и номинације, укључујући Оскара и две награде Златни глобус, поред номинација за три филмске награде Британске академије и седам Еми награда.
Мет је дебитовао на филму 1988. године, малом улогом у љубавној драми Мистична пица. Прославио се 1997. када су он и Бен Афлек писали и глумили у филму Добри Вил Хантинг, који им је донео Оскара и Златни глобус за најбољи сценарио. Афирмисао се као главни глумац улогом Тома Риплија у Талентовани господин Рипли (1999), Џејсона Борна у франшизи Борн (2002–2007; 2016) и преваранта Линуса Колдвела у трилогији Играј своју игру (2001–2007). Дејмонове друге запажене улоге биле су у филмовима Спасавање редова Рајана (1998), Сиријана(2005), Двострука игра (2006), Доушник!, Инвиктус (оба из 2009), Човек звани храброст (2010), Зараза (2011), Ле Ман ’66: Славна 24 сата (2019), Стилвотер, Последњи двобој (оба из 2021), Air и Опенхајмер (оба из 2023). Опенхајмер је уједно и филм са највећом зарадом у Дејмововој филмографији. Добио је награду Златни глобус за најбољег глумца за улогу астронаута насуканог на Марсу у филму Марсовцу (2015).
На телевизији, Мет је тумачио Скота Торсона у биографском филму Ејч-Би-Оуа Мој живот с Либерачијем  (2013), за који је био номинован за награду Еми за ударне термине. Појавио се у емисијама Телевизијска посла  и Уживо суботом увече. Продуцирао је и ријалити серију Project Greenlight (2001–2015), као и филм Манчестер на Мору (2016). Изводио је гласове у анимираним и документарним филмовима, као и основао две продуцентске куће са Беном Афлеком. Био је укључен у добротворни рад са организацијама укључујући One Campaign, H2O Africa Foundation, Feeding America, и Water.org.

## Биографија

### Детињство и младост
Метју је рођен у Кембриџу у Масачусетсу, 8. октобра 1970. године као други син Кента Телфера Дејмона, берзанског мешетара, и Ненси Карлсон-Пејџ, професорке на Универзитету Лезли. Његов отац је имао енглеско и шкотско порекло, док му је мајка финског и шведског порекла; њено породично презиме је промењено из Пајари у Пејџ. Мет и његова породица преселили су се у Њутон. Његови родитељи су се развели када је имао две године, а он и брат су се вратили са мајком у Кембриџ, где су живели у заједничкој кући са шест породица. Његов брат Кајл је вајар и уметник. Као усамљени тинејџер, Дејмон је рекао да не осећа припадност. Због мајчиног приступа васпитању деце, тешко му је било да дефинише сопствени идентитет.
Дејмон је похађао Кембриџ Алтернативну школу и Кембриџ Ринџ и Латино школу, где је био добар ученик. Наступао је као глумац у неколико средњошколских позоришних представа. Он је приписао свом учитељу драме Џерију Специ важан уметнички утицај, иако је његов блиски пријатељ и школски друг Бен Афлек добијао „највеће улоге и најдуже говоре“. Похађао је Универзитет Харвард, али је напустио пре него што је дипломирао како би преузео главну улогу у филму Џеронимо.  Док је био на Харварду, написао је рану обраду сценарија Добри Вил Хантинг као вежбу за час енглеског, за шта је касније добио Оскара. Био је члан Делфијског клуб, једног од одабраних финалних клубова Харварда. Одликован је Харвардском медаљом за уметност 2013. године.

## Каријера

### 1988–1999: Почеци  и пробој
Метју је  ишао на Харвард где је наступао у студентским позоришним представама, као што су Burn This и A... My Name is Alice. На филму је дебитовао са 18 година, са дијалогом у романтичној комедији Мистична пица. Као студент на Харварду, глумио је у малим улогама као што су оне у Ти-Ен-Тијевом филму Rising Son и  Школске везе. Напустио је школу 1992. године, пре него што је дипломирао, да би се појавио у филму Џеронимо, погрешно очекујући да ће филм постићи велики успех. Потом се појавио у улози војника зависника од опијата у филму Храброст под паљбом из 1996. године, за који је смршао 18 кг за 100 дана уз помоћ самопрописане дијете и фитнес режима. Његов таленат је у Вашингтон посту описан као „импресивним”.
Током раних 1990-их, Дејмон и Афлек су написали Добри Вил Хантинг (1997), сценарио о младом математичарском генију, што је заправо проширење сценарија којег је написао за задатак на Харварду, уз помоћ савета редитеља Роба Рајнера, сценаристе Вилијама Голдмана и писаца и редитеља Кевина Смит. Замолио је Афлека да изведе сцене са њим испред разреда и, када се Мет касније уселио у Бенов стан у Лос Анђелесу, почели су озбиљније да раде на сценарију. Филм, који су писали углавном током импровизационих сесија, смештен је делимично у њиховом родном граду Кембриџу, и заснива се на њихова сопствена искуства. Продали су сценарио независној продукцији Касл Року 1994. године, али су након сукоба са компанијом убедили америчку компанију Мирамакс да купи сценарио. Филм је добио похвале критике; Квентин Кертис из Дејли телеграфа написао је да је пронашао „праву духовитост и снагу, и неку дубину“ у њиховом писању, а Емануел Леви из Варајета је пишући о Дејмоновој глуми рекао: „[он] даје харизматични наступ у захтевној улози која ће га сигурно катапултирати у славу. Савршена глумачка улога, он чини болну, корак по кора,к трансформацију Вила реалном и веродостојном." Филм је добио девет номинација за Оскара, укључујући и номинацију за најбољег глумца за Мета, а он и Афлек су освојили Оскара и Златни глобус за најбољи сценарио. Сценаријски дуо је добио плату од 600.000 долара, док је филм зарадио преко 225 милиона долара на светским благајнама. Њих двојица су касније пародирали своје улоге из филма у филму Кевина Смита из 2001. Џеј и Тихи Боб узвраћају ударац.
Говорећи о свом „успеху преко ноћи“ кроз Доброг Вила Хантинга, Дејмон је рекао да је до тада радио у биоскопу већ 11 година, али је ипак сматрао да је промена „скоро неописива — од потпуне непознанице до шетње улицом у Њујорку и да се сви окрећу и гледају“. Пре филма, Дејмон је играо главну улогу у хваљеној драми Чудотворац (1997), где га је Лос Анђелес тајмс препознао као „талентованог младог глумца на ивици славе”. За ту улогу је повратио већину тежине коју је изгубио за филм Храброст под паљбом. Након што је упознао Дејмона на снимању филма Добри Вил Хантинг, редитељ Стивен Спилберг га је поставио за кратку насловну улогу у ратном филму из 1998. године Спасавање редова Рајана. Глумио је са Едвардом Нортоном у филму Покераши из 1998. године, где игра коцкара на правном факултету који мора да се врати игрању покера са великим улозима како би помогао пријатељу да отплати лихваре. Упркос оскудној заради на благајнама, сада се сматра једним од највећих филмова о покеру свих времена.
Мет је затим глумио злочинца Тома Риплија у филму Талентовани господин Рипли (1999), у улози због које је изгубио 11 килограма. Он је рекао да је желео да прикаже хуманост и поштење свог лика на екрану упркос његовим криминалним радњама. Филм је адаптација истоименог романа Патрише Хајсмит из 1955. године, и у њему су глумили Џуд Ло, Гвинет Палтроу и Кејт Бланчет. Талентовани господин Рипли  је добио похвале од критичара. „Дејмон изванредно преноси клизање свог лика из невиног ентузијазма у хладну калкулацију“, наводио је часопис Варајети. У филму Догма  играо је палог анђела Локија који расправља о поп култури као интелектуалној теми са Бартлбијем којег тумачи Бен Афлек. Филм је добио углавном позитивне критике, али се показао контроверзним међу верским групама које су га сматрале богохулним.

### 2000–2008: Светска слава
Године 2000, заједно са Беном Афлеком и продуцентима Крисом Муром и Шоном Бејлијем, Мет је основао продукцијску компанију Лајв планет, преко које су њих четворица креирали документарну серијал Пројект Гринлајт номинован за Еми да би пронашли и финансирали вредне филмске пројекте почетника. Поред других пројеката, компанија је произвела краткотрајну мистериозно-хибридну серију Push, Nevada.
Метове улоге у романтичним драмама као што су Сви ти дивљи коњи и Легенда о Багеру Венсу (оба из 2000) прошле су лоше и код критике и код публике. Магазин Варајет је био оштар према његовој улози у Сви ти дивљи коњи: „[Дејмон] једноставно не изгледа баш као младић који је свој живот провео у прашини и балегу тексашког сточног ранча. Нити не изазива варнице са [Пенелопом] Круз”. Сличне критике дао је и Њујорк магазин за филм Легенда о Багеру Венсу у режији Роберта Редфорда.

## Награде и почасти
Дејмон и Афлек су заједно написали сценарио за филм Добри Вил Хантинг који је добио девет номинација за Оскара, доневши им Оскаре и Златни глобус за најбољи сценарио.  Мет је такође био номинован за Оскара за најбољег глумца за исти филм. Од тада је добио десетине номинација и награда за свој рад као глумац, сценариста и продуцент, укључујући награду Златни глобус за најбољег глумца – филмски мјузикл или комедија за улогу у остварењу Марсовац: Спасилачка мисија.

Поред награда које је добио за глуму и продукцију, Мет је постао 2.343. особа која је 25. јула 2007. добила звезду на Булевару славних у Холивуду. Он је реаговао на награду рекавши: „Неколико пута у животу сам имао оваква искуства која су једноставно превелика да бих их обрадио и изгледа да ће то бити један од тих тренутака.”
- Звезда Мета Дамона на Холивудској стази славних
- Метови отисци руку и стопала испред Кинеског позоришта Грауман

## Филмографија
| Улоге Мета Дејмона |                                 |                     |                                 |                                |
| Година             | Српски назив                    | Изворни назив       | Улога                           | Напомена                       |
| 1988.              | Мистична пица                   |                     | Стимер                          |                                |
| 1990.              | Поље снова                      |                     | љубитељ бејзбола у Фенвеј парку | непотписан                     |
| 1992.              | Школске везе                    |                     | Чарли Дилон                     |                                |
| 1993.              | Џеронимо                        |                     | потпоручник Бритон Дејвис       |                                |
| 1996.              | Дани славе                      |                     | Едгар Падвекер                  |                                |
| 1996.              | Храброст под паљбом             |                     | специјалац Иларио               |                                |
| 1997.              | Луд за Ејми                     |                     | Шон Оран                        |                                |
| 1997.              | Чудотворац                      |                     | Руди Бејлор                     |                                |
| 1997.              | Добри Вил Хантинг               |                     | Вил Хантинг                     | такође сценариста              |
| 1998.              | Спасавање редова Рајана         | Saving Private Ryan | редов Џејмс Френсис Рајан       |                                |
| 1998.              | Покераши                        |                     | Мајк Мекдермот                  |                                |
| 1999.              | Догма                           |                     | Локи                            |                                |
| 1999.              | Талентовани господин Рипли      |                     | Том Рипли                       |                                |
| 2000.              | Титан П.З.                      |                     | Кејл Такер                      |                                |
| 2000.              | Легенда о Багеру Венсу          |                     | Ренолф Џуно                     |                                |
| 2000.              | Упознати Форестера              |                     | Стивен Сендерсон                |                                |
| 2000.              | Сви ти дивни коњи               |                     | Џон Грејди Кол                  |                                |
| 2000.              | Џеј и Тихи Боб узвраћају ударац |                     | Мет Дејмон/Вил Хантинг          | непотписан                     |
| 2001.              | Играј своју игру                |                     | Лајнус Калдвел                  |                                |
| 2001.              | Маџестик                        |                     | Лук Тримбл (глас)               |                                |
| 2002.              | Гери                            |                     | Гери                            |                                |
| 2002.              | Храбри коњ Дух                  |                     | Дух (глас)                      |                                |
| 2002.              | Сметало                         |                     | Кевин                           |                                |
| 2002.              | Борнов идентитет                |                     | Џејсон Борн                     |                                |
| 2002.              | Исповести опасног ума           |                     | Мет                             |                                |
| 2003.              | Ослони се на мене               |                     | Боб Тенор                       |                                |
| 2004.              | Бруцоши у Европи                |                     | Дони                            |                                |
| 2004.              | Девојка из Џерзија              |                     | извршни пи-ар                   |                                |
| 2004.              | Борнова надмоћ                  |                     | Џејсон Борн                     |                                |
| 2004.              | Играј своју игру 2              |                     | Лајнус Калдвел                  |                                |
| 2005.              | Браћа Грим                      |                     | Вилхелм Грим                    |                                |
| 2005.              | Сиријана                        |                     | Брајан Вудмен                   |                                |
| 2006.              | Двострука игра                  |                     | Колин Саливан                   |                                |
| 2006.              | Добри пастир                    |                     | Едвард Вилсон                   |                                |
| 2007.              | Играј своју игру 3              |                     | Лајнус Калдвел                  |                                |
| 2007.              | Борнов ултиматум                |                     | Џејсон Борн                     |                                |
| 2007.              | Младост без младости            |                     | репортер часописа Лајф          | непотписан                     |
| 2008.              | Че 2                            |                     | Фр. Шворц                       |                                |
| 2009.              | Поњо на литици изнад мора       |                     | Коичи (глас)                    | енглеска синхронизација        |
| 2009.              | Доушник!                        |                     | Марк Витакер                    |                                |
| 2009.              | Непобедиви                      |                     | Франсоа Пиенар                  |                                |
| 2009.              | Људи говоре                     |                     | глуми себе                      | документарац, такође продуцент |
| 2010.              | Зелена зона                     |                     | Рој Милер                       |                                |
| 2010.              | Други живот                     |                     | Џорџ Логан                      |                                |
| 2010.              | Човек звани храброст            |                     | Ла Беф                          |                                |
| 2010.              | Глобална криза                  |                     | наратор                         | документарац                   |
| 2011.              | Агенти судбине                  |                     | Дејвид Норис                    |                                |
| 2011.              | Зараза                          |                     | Томас Емхоф                     |                                |
| 2011.              | Маргарет                        |                     | Арон                            |                                |
| 2011.              | Плес малог пингвина 2           |                     | Бил (глас)                      |                                |
| 2011.              | Купили смо зоо врт              |                     | Бенџамин Ми                     |                                |
| 2012.              | Обећана земља                   |                     | Стив Батлер                     |                                |
| 2013.              | Елизијум                        |                     | Макс да Коста                   |                                |
| 2013.              | Нулта теорема                   |                     | Менаџмент                       |                                |
| 2013.              | Мој живот с Либерачијем         |                     | Скот Торсон                     | ТВ филм                        |
| 2014.              | Операција: Чувари наслеђа       |                     | Џејмс Грејнџер                  |                                |
| 2014.              | Међузвездани                    |                     | др Ман                          |                                |
| 2015.              | Марсовац                        |                     | Марк Ватни                      |                                |
| 2016.              | Џејсон Борн                     |                     | Џејсон Борн                     | такође сценариста и продуцент  |
| 2017.              | Велики кинески зид              |                     | Вилијам Гарин                   |                                |
| 2017.              | Тор: Рагнарок                   |                     | Локи глумац                     | непотписани камео              |
| 2018.              | Дедпул 2                        |                     | реднек #1                       | камео                          |
| 2018.              | Оушнових 8                      |                     | Лајнус Калдвел                  | камео (избрисана сцена)        |
| 2019.              | Ле Ман '66: Славна 24 сата      |                     | Керол Шелби                     |                                |
| 2021.              | Последњи двобој                 |                     | Жан де Каруж                    |                                |
| 2022.              | Тор: Љубав и гром               |                     | Локи глумац                     | камео                          |
| 2023.              | Air                             |                     | Сони Вакаро                     |                                |
| 2023.              | Опенхајмер                      |                     | Лесли Гроувс                    |                                |
| 2026.              | Одисеја                         |                     | Одисеј                          |                                |